# Іон-радикал
Іо́н-радика́л — частинка з неспареними електронами та позитивним або негативним електричним зарядом, радикал, що несе електричний заряд. За знаком заряду розрізняють катіон-радикали (наприклад C6H5NH2+) та аніон-радикали (наприклад, (C6H5)2CO−, C4H6−, O2−). Звичайно, але не обов‘язково, неспарений електрон і заряд зосереджені на одному й тому самому атомі. Стабільність залежить від ступеня делокалізації спіну.
У мас-спектроскопії використовується символ, де заряд стоїть попереду точки, яка репрезентує неспарений електрон; в електрохімічній традиції точка й заряд розташовуються вертикально.
Іон-радикали — проміжні частки в багатьох хімічних реакціях.